# Donald Bren
Donald Bren (* 11. Mai 1932 in Los Angeles, Kalifornien) ist ein US-amerikanischer Unternehmer und Investor.

## Leben
Sein Vater war der Marineoffizier und Filmproduzent Milton Bren und seine Mutter Marion (geb. Newbert). Seine Eltern trennten sich 1948. Bren studierte Wirtschaftswissenschaften an der University of Washington in Seattle. Nach seinem Abschluss diente er drei Jahre im United States Marine Corps.
Mit einem Darlehen errichtete er 1958 sein erstes Haus in Newport Beach (Südkalifornien). Bren gründete eine Immobilienfirma und baute weitere Wohnhäuser im Orange County. Gemeinsam mit zwei Partnern gründete er 1963 die Projektentwicklungsgesellschaft Mission Viejo Company (MVC) und erwarb 10.000 Acre in Mission Viejo. 1967 verkaufte er seine Anteile.
Seine eigene Firma verkaufte er 1970 für 34 Mio. US$ und kaufte sie nach der Rezession 1972 für 22 Mio. US$ zurück.
1977 erwarb Bren mit einer Investorengruppe das Immobilienunternehmen Irvine Company. Bren war größter Eigner, ab 1983 Mehrheitseigentümer und ab 1996 Alleinbesitzer.
Bren ist verheiratet und hat sieben Kinder. Er spendet insbesondere an verschiedene Bildungseinrichtungen und Universitäten in den Vereinigten Staaten. Mit seiner Familie wohnt er in Newport Beach, Kalifornien.
Seit 2007 ist er Mitglied der American Academy of Arts and Sciences.

## Vermögen
Donald Bren ist Multi-Milliardär und einer der reichsten Menschen der Welt. Gemäß der Forbes-Liste 2015 beträgt sein Vermögen ca. 15,2 Milliarden US-Dollar. Damit belegt er Platz 64 auf der Forbes-Liste der reichsten Menschen der Welt.